# Martin of Pattishall
Martin of Pattishall (auch Pateshull) († 1229) war ein englischer Richter. Von 1217 bis wenige Monate vor seinem Tod war er der erste Senior Justice of the Common Bench.

## Herkunft und Dienst als Schreiber
Martin of Pattishall benannte sich nach Pattishall in Northamptonshire. Er wurde zum Priester geweiht und bereits 1201 als Schreiber des erfahrenen Richters Simon of Pattishall erwähnt, mit dem er aber wahrscheinlich nicht verwandt war. 1206 führte er in Westminster das sogenannte Book of Death, das die Namen von Personen enthielt, die schwerer Verbrechen beschuldigt wurden. 1208 bezeugte er in Clarendon eine königliche Urkunde. Da sein Name nach mehreren Richtern zuletzt genannt wird, war er wahrscheinlich der Schreiber, der die Urkunde erstellt hat.

## Aufstieg zum Richter
Nach dem Ersten Krieg der Barone leitete Pattishall die königliche Justizverwaltung und organisierte die Reorganisation der Gerichte. Zwischen November 1218 und April 1219 nahm er selbst als Richter an einer Gerichtsreise in Yorkshire und Northumberland teil. Von 1220 bis 1221 nahm er an einer Gerichtsreise teil, die Verhandlungen in Hertfordshire, im Tower of London und in den westlichen Midlands führte. Im März und April 1226 führte er erneut im Tower Verhandlungen durch und von September 1226 bis Februar 1227 in Lincolnshire, Yorkshire, Lancashire und Westmorland. Im September 1227 und im Oktober 1228 war er in Kent, Essex, Hertfordshire, Norfolk und Suffolk als Richter tätig. Während dieser Gerichtsreisen wurden nicht nur Streitfälle entschieden und Urteile gefällt, sondern auch noch die Höhe von Steuern wie der Tallage festgelegt.

## Oberster Richter des Common Bench
Nach den Bestimmungen der Magna Carta sollten Gerichtsverhandlungen nicht mehr länger unmittelbar am umherreisenden Königshof, sondern an festen Plätzen stattfinden. Diese Forderung der Magna Carta erfüllten die Gerichtsreisen und die in den Hauptorten der Grafschaften tagenden Assize-Gerichte. Dennoch entstand unter der Leitung von Pattishall der Common Bench in Westminster, dessen Zuständigkeit vom Court of Exchequer abgetrennt wurde. Nach dem Krieg der Barone ließ der Justiciar Hubert de Burgh Pattishall wieder Verhandlungen über Rechtsstreitigkeiten aufnehmen, wenn bei lokalen Gerichten Fehlurteile angenommen wurden. Dabei hatte er offenbar weitreichende Freiheiten, was in einer Zeit, wo die schriftliche Erfassung von Urteilen gerade erst begann, große Bedeutung hatte. Dazu beriet Pattishall den Kanzler Richard Marsh und dessen Nachfolger in Rechtsfragen. Dabei gehörte er zu den wenigen Richtern seiner Zeit in England, die königliche Urkunden bezeugen durften. Im Oktober 1226 berichtete ein Schreiber, dass Pattishall von Sonnenaufgang bis in die Nacht arbeiten würde und dabei äußerst gewissenhaft und genau vorging. Dabei führte er während der Erntezeit keine Verhandlungen durch, da die Landbevölkerung sonst nicht an den Verhandlungen teilnehmen konnte.

## Bedeutung für die Entwicklung des Common Law
Zahlreiche Urteile von Pattishall werden in der umfassenden Abhandlung On the Laws and Customs of England zitiert. Lange Zeit ging die Forschung davon aus, dass dieses Werk um 1250 von Henry de Bracton verfasst wurde. Inzwischen geht man davon aus, dass das Werk noch zu Lebzeiten von Pattishall begonnen wurde. Fast 30 Jahre nach dem Tod von Pattishall wurde Bracton angewiesen, die Urkunden und Schriftrollen von Pattishall in das Schatzamt zu bringen. Bracton hatte die Rollen wohl von William Raleigh erhalten, dem er als Schreiber gedient hatte. Raleigh hatte seinerseits als Schreiber von Pattishall gedient. Sowohl die Abhandlung wie auch die als Bracton's Note Book bekannte Fallsammlung belegen den Einfluss, den die von Pattishall gefällten Urteile auf die Entwicklung des Common Law hatten. Auf ihn geht die Festlegung von Besitzrechten der Leibeigenen zurück. Er legte aber auch Vorschriften fest, wie verurteilte Rechtsbrecher bestraft werden sollten.

## Rolle bei der Niederschlagung der Revolte von Falkes de Bréauté
1224 war Pattishall in der Niederschlagung der Revolte von Falkes de Bréauté gegen König Heinrich III. beteiligt. Falkes war ein früherer Söldnerführer von König Johann Ohneland, der mehrere Burgen in den Midlands hielt. Im Juni 1224 wurde er zur offenen Rebellion getrieben, als mehrere Richter in Dunstable wegen widerrechtlicher Aneignung von Landbesitz gegen ihn ermittelten. Daraufhin kam es zur Belagerung von Bedford Castle durch den König. Pattishall sandte einen Master Thomas zu der Burg, der Verletzte behandeln sollte, während er selbst versuchte, mit dem flüchtigen Bréauté zu verhandeln. Nachdem dieser gezwungen worden war, ins Exil zu gehen, nahm Pattishall die Verhandlung in Dunstable wieder auf, wobei er offensichtlich darauf verzichtete, für die Urteile Kanzleiurkunden anzufordern.

## Aufstieg als Geistlicher
Für seine Dienste wurde Pattishall vom König mit geistlichen Pfründen belohnt, unter anderem in Dilwyn in Herefordshire, mit dem Amt des Dekans von Wimborne in Dorset, dem Amt des Archidiakons von Norfolk und schließlich um August 1228 mit dem Dekanat der St Paul’s Cathedral in London. Daneben hatte er noch weitere Pfründen in Bramton in Northamptonshire, Westleton in Suffolk und Wigginton in Hertfordshire erhalten. Da er die Pfründen entgegen den Bestimmungen des kanonischen Rechts zugleich hielt, hatte er schließlich jährliche Einkünfte von etwa 1600 Mark. Bereits im August 1227 hatte er sich aber beim Kanzler Ralph de Neville über seine schlechte Gesundheit beklagt. Im Februar 1229 zog er sich schließlich von seinen Ämtern zurück. Wenig später erlitt er einen Schlaganfall und starb noch im Herbst des Jahres.